# ミロシュ・ニキッチ
ミロシュ･ニキッチ（セルビア語: Милош Никић、1986年3月31日 - ）は、セルビアの元男子バレーボール選手。モンテネグロのツェティニェ出身。元セルビア代表。

## 来歴
2007年にイタリア･セリエAのミラノに移籍し、その後ベルギーリーグのルーセラーレ、再びセリエAのラティーナ、ペルージャを経て、2011年にモンツァに移籍。
2006年に代表に選出され、2008年に北京オリンピックに出場した。2010年は、世界選手権で銅メダルを獲得した。2011年では、これまで控えとしての出場が多かったものの、レギュラーとして活躍、欧州選手権の優勝に貢献した。また、ワールドリーグでは、2008年、2009年で2位、2010年では3位を経験している。

## 球歴
- オリンピック - 2008年（5位）
- 世界選手権 - 2010年（銅メダル）
- ワールドリーグ - 2008年、2009年（準優勝）
- 欧州選手権 - 2007年（3位）、2009年（5位）、2011年（優勝）

## 所属クラブ
- ブドヴァ・リヴィイェリ（2006-2007年）
- スパークリング・ミラノ（2007-2008年）
- バレー・ルーセラーレ（2008-2009年）
- トップ・ラティーナ（2009-2010年）
- ペルージャ・バレー（2010-2011年）
- ガベカ・モンツァ（2011-2012年）
- グベールニヤ・ニジニ・ノヴゴロド（2012-2014年）
- フェネルバフチェ（2014-2015年）
- モデナ・バレー（2015-2016年）
- ベジクタシュ（2016-2017年）
- Ar-Rajjan SC（2017年）
- AE Karava Lambousa（2017年）
- Bolívar Voley（2017年）
- Ziraat Bankası Ankara（2017-2018年）
- OKヴォイヴォディナ・ノヴィサド（2019-2020年）
- Ar-Rajjan SC（2020年）
- Al-Wasl VC（2020年）
- OK Mediteran Budva（2021年）